# Skradinska biskupija
Skradinska biskupija je bila rimokatolička biskupija sa sjedištem u Skradinu.
Nalazila se u cijelosti na području današnje Republike Hrvatske.

## Povijest
Prvi put se spominje na crkvenom saboru u Saloni 4. svibnja 533. godine, a moguće je da je utemeljena i ranije. Odlukom splitskog sabora (925. – 927.) ninski biskup Dobre (Grgur Ninski) se premješta iz Nina u Skradin. 1126. iz porušenog Biograda prenesena je biskupska stolica u Skradin, a s njom se preselio i dio stanovništva. 
Najstariji opis granica biskupije nalazi se u odlukama splitskog sabora iz 1185. Tada skradinski biskup ima župe: Skradin, Bribir i Biograd s cijelom Sidragom.
Za vrijeme bribirskih knezova, u Skradinu su njihovim sredstvima sagrađena dva samostana. Nakon pada moći knezova bribirskih, Skradin gubi na značaju. Žigmund Luksemburški 1410. dopušta Šibenčanima rušenje skradinskih zidina, a 1493. mletački dužd podvrgava grad sa svim svojim dobrima Šibeniku.
Nakon pada Skradina i ostalih dijelova biskupije u osmanlijske ruke 1522., biskupiju obilaze susjedni biskupi (ninski, šibenski, zadarski). U 17. st. skradinski biskupi imaju jurisdikciju i u Kninskoj i Bosanskoj biskupiji. Iza Kandijskog rata (1673.) Sveta Stolica povjerava biskupiju makarskom biskupu fra Marijanu Lišnjiću. Zbog toga je nastao prijepor između šibenskog i makarskog biskupa, riješen u korist šibenske biskupije.
Prvi biskup obnovljene biskupije nakon izgona Turaka 1700. bio je Grgur Civalleli. Pokušao je vratiti teritorij koji su preuzeli biskupi Nina, Šibenika i Zadra, no bezuspješno. U Zadru 7. svibnja 1708. generalni providur izdaje rješenje kojim nove granice biskupije idu od Prukljana i Krke, isključujući Raslinu i Zaton, do Vrane te na sjever prema Bukovici, do Šupljaje, te Krkom do Skradina.
Prema popisu iz 1770. u biskupiji se nalazi 22 crkve, 8 kapela i samostan na Visovcu. Biskupija broji 4837 katolika, po župama:
| župa      | katolika |
| --------- | -------- |
| Banjevci  | 323      |
| Čista     | 479      |
| Dubravice | 606      |
| Krković   | 578      |
| Lišane    | 825      |
| Rupe      | 374      |
| Skradin   | 679      |
| Stankovci | 671      |
| Vaćane    | 302      |

Posljednji biskup bio je Ivan Dominik Altei (1803. – 1813.) Nakon njegove smrti biskupijom upravljaju generalni vikari.
Papinskom bulom Locum beati Petri 1828. godine, biskupija je spojena sa šibenskom biskupijom.
Godine 1933. obnovljena je kao naslovna biskupija.

## Popis skradinskih biskupa
Od 530. do 1813. skradinska je biskupija imala 46 po imenu poznatih biskupa.
1. Lampridij (1160. – 1171.)
2. Mihalj (1179. – 1199.)
3. Bartolomej (1200. – 1226.)
4. Nikola (1226. – 1240.)
5. Bartolomej (1240. – 1247.)
6. Ivan (1248. – 1265.)
7. Andrija (1270. – 1279.)
8. Damjan (1303. – 1309.)
9. Petar (1309. – 1311.)
10. Nikola (1315. – 1319.)
11. Paulin Drašković (1319. – 1322.)
12. Andreas Musculus (1326. – 1350.)
13. Nikola Splićanin (1426. – 1427.)
14. Ivan (1428. – 1431.)
15. Jakob Martinušević (1431. – 1443.)
16. Feliks Splićanin (1444. – 1459.)
17. Toma Niger (Toma I. de Negris), Splićanin (1520. – 1524.)
18. Ivan III. Rosa, Zadranin (1524. – 1549.)
19. Fra Andrija III. Črnota (1583. – 1613.)
20. Fra Andrija I. Matić iz Požege (1613. – 1625.)
21. Fra Toma II. Ivković iz Fojnice (1625. – 1633.)
22. Fra Pavao Posilović iz Glamoča (1642. – 1655.)
23. Grgur Civalelli, Zadranin (1700. – 1713.)
24. Ivan IV. Vidović (1714. – 1716.)
25. Matej Ivanišević, Splićanin (1717. – 1720.)
26. Nikola VII. Tomašić, Bračanin (1722. – 1732.)
27. Fra Vicencije Bragadin, Mlečanin (1733. – 1753.)
28. Antun Bečić (Antun II.), Budvanin (1754. – 1759.)
29. Dominik Pasqualigo, Mlečanin (1760. – 1766.)
30. Stjepan Antun Trevisan, Mlečanin (1766. – 1799.)
31. Ivan Dominik Altei, Zadranin (1803. – 1813.)

## Popis naslovnih biskupa
Izvor:
- Cândido Lorenzo González (5. prosinca 1969. – 26. svibnja 1978.)
- Anthony Michael Pilla (3. lipnja 1979. – 13. studenoga 1980.)
- Jude Saint-Antoine (20. ožujka 1981. – 10. prosinca 2023.)
- Andrei Zonska (19. srpnja 2024. – danas)